# Phrynobatrachus hylaios
Phrynobatrachus hylaios és una espècie de granota que viu al Camerun, República del Congo i, possiblement també, a Angola, República Centreafricana, Guinea Equatorial, Gabon i Nigèria.